# Senni Nieminen
Xenia "Senni" Aleksandra Nieminen (även Senni Lehto och Senni Mäkelä), född 21 mars 1905 i Åbo, död 28 juli 1970 i Åbo, var en finländsk skådespelare.
Nieminen var dotter till snickaren Johannes Nieminen och Maria Sundström. Hon studerade vid en folkskola och började därefter att arbeta som dansös vid Åbos teaterestrad. Åren 1927–1946 verkade hon som skådespelare vid hemstadens arbetarteater och arbetade från 1946 och in på 1960-talet vid Åbo stadsteater. Åren 1937–1943 var hon gift med skådespelaren Toivo Lehto och från 1952 med skådespelaren Taito Mäkelä. 1943–1965 medverkade Nieminen i ett antal filmer och tilldelades 1952, 1957 och 1966 tre Jussistatyetter för bästa kvinnliga biroll. 1955 tilldelades hon även Pro Finlandia-medaljen. Åren 1967–1970 medverkade Nieminen i TV-serien Hilma.